# Cerro Crimson
El cerro Crimson (Morro Varela según Chile) es una colina prominente, libre de hielo, de 95 metros de altura, ubicada al sur de la punta Andressen y la caleta Péndulo, en la isla Decepción de las Shetland del Sur, Antártida.

## Toponimia
Recibió su primer nombre (Crimson, traducido «carmesí») en 1829 por la expedición británica de Henry Foster, al hallar esta colina prominente de color rojizo, ya que expone estratos lateríticos gruesos. Posteriormente fue cartografiada en 1953 por el British Antarctic Survey.
Fue renombrado por la XI Expedición Antártica Chilena en el año 1957, en recuerdo de un integrante de la comisión, posiblemente Juan Valera del departamento de geología de la Universidad de Chile.

## Reclamaciones territoriales
Argentina incluye a la isla Decepción en el departamento Antártida Argentina dentro de la provincia de Tierra del Fuego, Antártida e Islas del Atlántico Sur; para Chile forma parte de la comuna Antártica de la provincia Antártica Chilena dentro de la Región de Magallanes y de la Antártica Chilena; y para el Reino Unido integra el Territorio Antártico Británico. Las tres reclamaciones están sujetas a las disposiciones del Tratado Antártico.
Nomenclatura de los países reclamantes: 
- Argentina: ¿?
- Chile: Morro Varela[3]
- Reino Unido: Crimson Hill[2]